# Bethylonymus sibiricus
Bethylonymus sibiricus (лат.) — ископаемый вид жалящих перепончатокрылых рода Bethylonymus из семейства Bethylonymidae. Один из древнейших представителей подотряда стебельчатобрюхие. Обнаружен в юрских отложениях Забайкалья (Бурятия, Уда, оксфордский ярус, около 160 млн лет). Длина тела 4,5 мм, длина переднего крыла 3,0 мм.
Вид Bethylonymus sibiricus был впервые описан по отпечаткам в 1975 году советским и российским палеоэнтомологом Александром Павловичем Расницыным (ПИН РАН, Москва, Россия) и включён в состав рода Bethylonymus. Сестринские таксоны: Bethylonymus curtipes, B. magnus, B. micrurus, B. nigricornis, B. pedalis, B. robustus, B. microphthalmus. Включены в состав ископаемого надсемейства Bethylonymoidea, корневой группы для всех жалящих перепончатокрылых насекомых (Aculeata).